# Oélilton Araújo dos Santos
Oélilton Araújo dos Santos, meglio noto come Etto (Salvador, 8 marzo 1981), è un ex calciatore brasiliano con passaporto croato, di ruolo centrocampista.

## Palmarès

### Club
- Campionato croato: 5

Dinamo Zagabria: 2005-2006, 2006-2007, 2007-2008, 2008-2009, 2009-2010
- Coppa di Croazia: 3

Dinamo Zagabria: 2007, 2008, 2009
- Supercoppa di Croazia: 2

Dinamo Zagabria: 2006, 2010